# 罗韦尔贝拉
罗韦尔贝拉（義大利語：Roverbella），是意大利曼托瓦省的一个市镇。总面积63平方公里，人口8536人，人口密度135.5人/平方公里（2009年）。国家统计（ISTAT）代码为020053。